# Kalajanjärvi
Kalajanjärvi är en sjö i kommunen Rautalampi i landskapet Norra Savolax i Finland. Sjön ligger 95,4 meter över havet. Den är 45,3 meter djup. Arean är 1,01 kvadratkilometer och strandlinjen är 14,16 kilometer lång. Sjön  ingår i Kymmene älvs huvudavrinningsområde.   Den ligger omkring 61 kilometer sydväst om Kuopio och omkring 280 kilometer norr om Helsingfors.